# Смерть Ахиллеса
«Смерть Ахиллеса» (детектив о наёмном убийце) — книга Бориса Акунина из серии «Приключения Эраста Фандорина».
Акунин задумал серию «Приключения Эраста Фандорина» как краткое изложение всех жанров детектива, каждый роман представлял собой новый жанр. Как видно из названия данного жанра, в этой книге преступник — наёмный убийца.

## Сюжет
В 1882 году Эраст Фандорин возвращается в Россию после четырёхлетней дипломатической службы в Японии, чтобы занять пост чиновника особых поручений при генерал-губернаторе Москвы князе Долгоруком. Фандорин останавливается в гостинице «Дюссо», где также остановился его хороший знакомый по Балканской кампании генерал Соболев со своими офицерами. Наутро Фандорин представляется князю, явившийся ординарец Соболева есаул Гукмасов докладывает князю, что генерал умер от сердечного приступа. Фандорин сразу же замечает нестыковки в картине и с разрешения князя приступает к расследованию. Адъютанты Соболева пытаются заставить Фандорина отказаться от расследования, но, видя его смелость и удачливость, отступают. Фандорин выходит на след певицы и кокотки Ванды Толле, в чьей постели на самом деле умер Соболев, агента германского генштаба Кнаббе, пытавшегося неудачно отравить Соболева, главаря банды с Хитровки Мишу Маленького, выкравшего саквояж с деньгами из сейфа Соболева, и его покровителя из приближённых князя Долгорукова, и, наконец, на некоего фантастически увёртливого купца Клонова (он же капитан жандармерии Певцов), судя по всему, стоявшего за покушением. Фандорин узнает, что таинственный и неуловимый Клонов-Певцов будет находиться в гостинице «Троица» и направляется туда, чтобы обезвредить преступника...
Вторая часть книги рассказывает о жизненном пути Ахимаса Вельде. Его отец Пелеф принадлежал к секте «Христовых братьев», которым религия запрещала насилие, оружие, присягу и военную службу земным владыкам. Поэтому братья сначала покинули Моравию, а затем и Пруссию, перебравшись на Мелитопольщину. Несколько семей вместе с рано овдовевшим Пелефом добрались до Кавказа, где основали деревню Нойесвельт. Пелеф снова женился, на этот раз на местной девушке-горянке Фатиме, у них родился Ахимас. К моменту рождения сына Фатима (ставшая ради брака с Пелефом Сарой) разочаровалась в муже, который не противился абрекам, ограбившим деревню. Не имея возможности уйти от мужа, мать начала тайна учить Ахимаса драться и даже подарила ему небольшой кинжал (который, впрочем, был отобран отцом). Ахимас говорил на языке матери (горское чеченское наречие), отца (немецко-голландское) и русских солдат, нанятых на случай новых нападений абреков. Однако когда Ахимасу было десять лет, на деревню напала шайка абрека Магомы, который ухитрился расправиться сначала с солдатами-охранниками, а затем убить всех жителей деревни, в том числе родителей Ахимаса. Мальчик, выдав себя за девочку, нашёл пристанище в женском монастыре в Скировске, где его в свою очередь нашел брат его матери, чеченец-контрабандист Хасан. Он забрал мальчика с собой и научил его владеть оружием. Узнав, что шайка Магомы вернулась после набега в Грузию, Хасан и Ахимас отправились в аул Чанах. Хасан собирался нанести удар на рассвете, но Ахимас украл у него яд, пробрался под видом служанки в духан и поднёс шайке Магомы отравленное вино. Все сообщники Магомы погибли, а отравленному и умирающему Магоме Ахимас перерезал горло и сообщил, за кого он мстит. Вскоре Хасан отдал Ахимаса в гимназию, где тот весьма неплохо учился. Однако привычка решать проблемы с обидчиками радикальным образом привела к тому, что Ахимас сначала убил третировавшего его одноклассника Кикина, а спустя несколько лет инспектора гимназии Тенетова, с которым пересекся в публичном доме, что создало риск несдачи экзаменов. Узнав об этом, Хасан, решил, что Ахимасу надо системно учиться убивать. Спустя несколько лет, дядя и племянник решили совершить ограбление дома богача Медведева. Неприступное хранилище удалось взять, благодаря жене Медведева, влюбленной в Ахимаса Евгении, с которой он когда-то познакомился в скировском приюте. Хасан и Евгения погибли, а Ахимас, набрав ценных бумаг, продолжил путь наёмного убийцы. В 30 лет за баснословную мзду он добился оправдания серийного убийцы маленьких девочек, Брюссельского Крысолова, испорченного сына миллионера. Для этого Ахимасом был нанят юный и трудолюбивый молодой адвокат Этьен Ликоль, взявшийся за дело от полного отсутствия средств и возможности открыть собственную практику. Вокруг молодого человека, посмевшего взяться за защиту выродка-маньяка, Ахимасом был срежиссирован целый спектакль: оскорбления, травля, преследование и, наконец, поджог его жилища, в результате которого юный адвокат погиб. После чего опять же Ахимас организовал кампанию в прессе, призывавшей избегать самосуда и не идти на поводу у толпы, требующей осуждения ещё до рассмотрения дела — в результате Брюссельский крысолов был оправдан, убийцей сочли садовника миллионера, который исчез, так как и его предварительно убил Ахимас... Юного мэтра Ликоля Ахимас убил во сне, он не мучился, но вспоминать о нём герр Вельде не любил.
Когда Ахимасу исполнилось 40 лет, он руководил целой преступной организацией, выполнявшей деликатные и опасные поручения, имел репутацию специалиста высшего уровня в определенных кругах. Думая об полном отходе от дел, он задумал приобрести остров-имение и титул графа, что должно было поставить точку в его преступной биографии. Дело оставалось за получением дополнительных средств. В этот момент на него вышли представители правящих кругов Российской Империи, во главе которых, как выяснилось, стоял барт императора, великий князь Кирилл Владимирович, предложили ему баснословную сумму денег за убийство генерала Соболева, осуждённого к смерти тайным судом: Соболев задумал военный переворот и этому надо было помешать. При этом смерть Соболева должна была выглядеть естественной в глазах народа и позорной в глазах его сподвижников, чтобы они не нашли в себе духа исполнить его план отстранения от власти царской семьи. Ахимас находится кокотку Ванду, представляется земляком Соболева, купцом Клоновым, предлагает ей значительную сумму денег, чтобы она послужила своеобразным подарком Соболеву: для самого генерала роман с красавицей полусвета должен был выглядеть естественным, но время и мастерство Ванды будет оплачено. Ванда прекрасно справляется с поручением, Соболев в первый же вечер едет к ней на квартиру, где, попробовав вина, отравленного особым ядом, умирает прямо на любовном ложе. Потрясённые этой нелепой и позорной смертью, сподвижники Соболева пытаются скрыть обстоятельства кончины своего патрона, тайком переносят тело в гостиницу «Дюссо», чтобы придать смерти Соболева более-менее естественный вид. Частью награды Ахимаса является сумма, собранная Соболевым на переворот, но, когда Ахимас является за портфелем, где она хранится, оказывается, что деньги исчезли. Как выясняется, один из участников заговора против Соболева, курирующий действия Ахимаса в Москве, решил присвоить куш с помощью грабителя Миши Маленького. Ахимас идёт по следу денег, пересекаясь с Фандориным. Наконец, Ахимасу удается получить свои деньги, однако обстоятельства запутываются для него таким образом, что он не находит в себе силы убить Ванду, напротив, собирается взять её с собой при отъезде из Москвы. Власти предупреждают его о Фандорине, и Ахимас устраивает засаду на него в гостинице «Троица».
Обе линии пересекаются. Ахимас разоружает Фандорина. Фандорин с ужасом узнаёт в «Клонове» убийцу, работавшего на банду «азазелевцев». Когда-то именно этот человек дважды едва не отправил его на тот свет, но убил лишь его юную жену в день венчания. Фандорину, прошедшиму подготовку у ниндзя, удается вырваться из безнадежной засады, но обещанного полицейского прикрытия нет, и, казалось, Фандорин все равно обречен. Однако на помощь приходит преданный слуга-японец Маса. Фандорин обезвреживает убийцу. Умирающий Ахимас сообщает Эрасту Петровичу, что за ним стояли высшие круги империи, и предлагает Фандорину бежать из страны, воспользовавшись деньгами Соболева, забрав Ванду.
На вокзале Фандорина находит камердинер князя Ведищев и предлагает Фандорину составленную князем картину происшедшего, которую Долгорукий уже доложил императору: Ведищев следил и за Петром Хуртинским и за обер-полицмейстером; он узнал, что обер-полицмейстер копает под генерал-губернатора. Долгорукий представил дело как арест преступника, действовавшего под личиной купца Клонова, причём из-за халатности обер-полицмейстера Фандорин едва не погиб. Фандорин едет на завтрак к князю, а деньги «от анонимного жертвователя» передаёт Ведищеву на завершение строительства храма Христа Спасителя.

## Намёки на «Илиаду» и другие греческие мифы
Название романа «Смерть Ахиллеса» намекает на одного из главных героев «Илиады». Тем не менее намёк более сложный, чем просто ссылка на прозвище Соболева — русский Ахиллес. Истинным же Ахиллесом является Ахимас Вельде. Вторая часть романа, которая рассказывает историю его жизни, является замаскированным пересказом «Илиады» и других греческих мифов, относящихся к жизни Ахиллеса. Некоторые подсказки в романе помогают это расшифровать, например:
- Имя Ахимас само по себе очень похоже на Ахиллес.
- Имя отца Ахимаса — Пелеф — очень похоже на имя отца Ахиллеса Пелея.
- Имя матери Ахимаса — Фатима — похоже на имя матери Ахиллеса Фетиду.
- Фатима учит Ахимаса драться, что похоже на попытку Фетиды сделать Ахиллеса бессмертным, погружая его в реку Стикс без ведома Пелея.
- Маленький Ахимас скрывался в монастыре для сирот, в городе Скировске, переодетый девочкой. Юный Ахиллес жил на острове Скирос среди дочерей царя Ликомеда, переодетый в женские одежды. Ахимас выдал себя перед приехавшим Хасаном, схватив его шашку вместо украшений. Ахиллес выдал себя перед Диомедом и Одиссеем, схватив щит и меч, когда греки снаружи подняли шум.
- На воспитание Ахимаса взял его дядя горец Хасан, он научил племянника владеть оружием и жить в горах. Молодой Ахиллес был учеником кентавра Хирона, которые жили в горах.
- В школьные годы Ахимас убивает драчуна Кикина и преподавателя Тенетова. Ахиллес убивает троянских героев Кикна и Тенеса.
- Ахимас участвует в грабеже дома Медведева, жена Медведева Евгения жертвует собой ради Ахимаса. Ахиллес участвует в Троянской войне, где в жертву приносится Ифигения.
- Ахимас умирает около Свейских ворот, находящихся возле трактира «Троица». Ахиллес умирает возле Скейских ворот, находящихся рядом с Троей.
- Во время погони за Ахимасом Фандорин попадает стрелой в ногу Ахимаса («Ахиллесова пята»).
- В речи на похоронах Соболева великий князь Кирилл призывает сравнивать покойного не с Ахиллесом, а с Гектором, что может намекать на то, что его убийца — Ахиллес.

## Прототипы персонажей
- Соболев — Михаил Дмитриевич Скобелев
- Гукмасов — Пётр Дукмасов
- Зинаида Дмитриевна Соболева, графиня Мирабо — Зинаида Скобелева, графиня Богарнэ
- Евгений Лихтенбургский — герцог Евгений Лейхтенбергский
- князь Долгорукой — Владимир Долгоруков
- генерал Караченцев — Евгений Янковский
- Ванда Толле — Шарлотта Альтенроз
- великий князь Кирилл — великий князь Владимир Александрович
- Петр Хуртинский — П. М. Хотинский
- Фрол Григорьевич Ведищев — Григорий Иванович Вельтищев

## Экранизации
- Смерть Ахилесса. Текст читают Пётр Красилов, Александр Клюквин, Игорь Ясулович (2010).
- Смерть Ахилесса. Текст читает Владимир Ерёмин (2016).